# غورياتشي كليوتش
غورياتشي كليوتش (بالروسية: Горячий Ключ) هي إحدى مدن روسيا في الكيان الفدرالي الروسي كراسنودار كراي.

## المناخ
يظهر الجدول التالي التغييرات المناخية على مدار السنة لغورياتشي كليوتش:
| البيانات المناخية لـغورياتشي كليوتش | البيانات المناخية لـغورياتشي كليوتش | البيانات المناخية لـغورياتشي كليوتش | البيانات المناخية لـغورياتشي كليوتش | البيانات المناخية لـغورياتشي كليوتش | البيانات المناخية لـغورياتشي كليوتش | البيانات المناخية لـغورياتشي كليوتش | البيانات المناخية لـغورياتشي كليوتش | البيانات المناخية لـغورياتشي كليوتش | البيانات المناخية لـغورياتشي كليوتش | البيانات المناخية لـغورياتشي كليوتش | البيانات المناخية لـغورياتشي كليوتش | البيانات المناخية لـغورياتشي كليوتش | البيانات المناخية لـغورياتشي كليوتش |
| الشهر                               | يناير                               | فبراير                              | مارس                                | أبريل                               | مايو                                | يونيو                               | يوليو                               | أغسطس                               | سبتمبر                              | أكتوبر                              | نوفمبر                              | ديسمبر                              | المعدل السنوي                       |
| ----------------------------------- | ----------------------------------- | ----------------------------------- | ----------------------------------- | ----------------------------------- | ----------------------------------- | ----------------------------------- | ----------------------------------- | ----------------------------------- | ----------------------------------- | ----------------------------------- | ----------------------------------- | ----------------------------------- | ----------------------------------- |
| الدرجة القصوى °م (°ف)               | 18.1 (64.6)                         | 24.0 (75.2)                         | 28.2 (82.8)                         | 32.0 (89.6)                         | 32.2 (90.0)                         | 35.0 (95.0)                         | 38.0 (100.4)                        | 37.2 (99.0)                         | 36.4 (97.5)                         | 31.0 (87.8)                         | 26.9 (80.4)                         | 23.0 (73.4)                         | 38.0 (100.4)                        |
| متوسط درجة الحرارة الكبرى °م (°ف)   | 5.0 (41.0)                          | 5.5 (41.9)                          | 9.1 (48.4)                          | 16.1 (61.0)                         | 21.2 (70.2)                         | 25.0 (77.0)                         | 27.6 (81.7)                         | 27.5 (81.5)                         | 22.8 (73.0)                         | 16.8 (62.2)                         | 11.4 (52.5)                         | 7.3 (45.1)                          | 16.3 (61.3)                         |
| المتوسط اليومي °م (°ف)              | 1.8 (35.2)                          | 2.1 (35.8)                          | 5.2 (41.4)                          | 11.6 (52.9)                         | 16.6 (61.9)                         | 20.5 (68.9)                         | 23.1 (73.6)                         | 22.9 (73.2)                         | 18.1 (64.6)                         | 12.4 (54.3)                         | 7.9 (46.2)                          | 4.2 (39.6)                          | 12.2 (54.0)                         |
| متوسط درجة الحرارة الصغرى °م (°ف)   | −1.4 (29.5)                         | −1.2 (29.8)                         | 1.3 (34.3)                          | 7.2 (45.0)                          | 12.1 (53.8)                         | 16.0 (60.8)                         | 18.7 (65.7)                         | 18.3 (64.9)                         | 13.5 (56.3)                         | 8.1 (46.6)                          | 4.5 (40.1)                          | 1.1 (34.0)                          | 8.2 (46.8)                          |
| أدنى درجة حرارة °م (°ف)             | −29.0 (−20.2)                       | −27.2 (−17.0)                       | −24.6 (−12.3)                       | −2.3 (27.9)                         | −1.0 (30.2)                         | 4.0 (39.2)                          | 9.8 (49.6)                          | 7.0 (44.6)                          | 1.9 (35.4)                          | −8.0 (17.6)                         | −23.4 (−10.1)                       | −20.9 (−5.6)                        | −29.0 (−20.2)                       |
| الهطول مم (إنش)                     | 92 (3.6)                            | 76 (3.0)                            | 69 (2.7)                            | 63 (2.5)                            | 69 (2.7)                            | 81 (3.2)                            | 64 (2.5)                            | 71 (2.8)                            | 63 (2.5)                            | 64 (2.5)                            | 90 (3.5)                            | 102 (4.0)                           | 904 (35.5)                          |
| المصدر #1: climate-data.org         |                                     |                                     |                                     |                                     |                                     |                                     |                                     |                                     |                                     |                                     |                                     |                                     |                                     |
| المصدر #2: climatebase.ru (records) |                                     |                                     |                                     |                                     |                                     |                                     |                                     |                                     |                                     |                                     |                                     |                                     |                                     |